# Yuji Yokoyama
Yuji Yokoyama (jap. 横山 雄次 Yokoyama Yuji; ur. 6 lipca 1969) – japoński piłkarz występujący na pozycji pomocnika.

## Kariera klubowa
Od 1992 do 2000 roku występował w klubach Kashiwa Reysol, Avispa Fukuoka i Omiya Ardija.